# Jakub Sylvestr
Jakub Sylvestr (* 2. Februar 1989 in Banská Bystrica) ist ein slowakischer Fußballspieler, der für KFC Komárno aktiv ist.

## Sportliche Laufbahn

### Vereinskarriere
Sylvestr begann mit dem Fußballspielen in der Jugendmannschaft von Jupie Podlavice. Von dort wechselte er in die Nachwuchsabteilung des Lokalrivalen Dukla Banská Bystrica, ehe er sich der Jugendabteilung von Slovan Bratislava anschloss.
2007 rückte Sylvestr in den Kader der 1. Mannschaft auf und spielte sowohl in der Corgoň liga als auch international im UEFA-Intertoto-Cup, wo er gegen den Luxemburger Vertreter FC Differdingen 03 zu den Torschützen gehörte. In der Spielzeit 2008/09 verlieh ihn der Klub für die zweite Saisonhälfte an der Lokalrivalen Artmedia Bratislava, um Spielpraxis zu sammeln. Nach seiner Rückkehr im Sommer scheiterte er mit der Mannschaft in der UEFA Champions League 2009/10 in der dritten Qualifikationsrunde am griechischen Meister Olympiakos Piräus. Im weiteren Saisonverlauf spielte er mit dem Klub um die Verteidigung des Meistertitels, was als Tabellenzweiter hinter MŠK Žilina jedoch misslang. Damit zog er mit dem Klub in die UEFA Europa League 2010/11 ein. In der Europa League scheiterte er mit Slovan in der dritten Runde am VfB Stuttgart.
Kurz darauf wechselte Sylvestr nach Kroatien zu Dinamo Zagreb. Zur Saison 2012/13 lieh Dinamo den Stürmer an den deutschen Zweitligisten FC Erzgebirge Aue aus. In der ersten Runde im DFB-Pokal 2012/13 erzielte er zwei der drei Tore gegen die favorisierte Eintracht Frankfurt. Nach einer ansprechenden Leistung vor der Winterpause schoss Sylvestr im zweiten Halbjahr keine Tore mehr. Erst mit Falko Götz ging es wieder aufwärts. Gleich beim ersten Spiel unter Leitung des neuen Trainers schoss er zwei Tore und nach dem Ende der Saison verpflichtete Aue ihn bis Ende Juni 2016. Zu Beginn der Saison 2013/14 schoss er in den ersten beiden Ligaspielen drei Tore und verhalf Aue zu einem guten Auftakt. Mit insgesamt 15 Saisontreffern trug er maßgeblich zum Klassenverbleib des FC Erzgebirge bei. Zudem wurde er gemeinsam mit dem Paderborner Mahir Sağlık Torschützenkönig der 2. Liga.
Zur Saison 2014/15 wechselte Sylvestr zum 1. FC Nürnberg. Bei seinem Debüt gegen seinen vormaligen Club traf er zum 1:0-Siegtor. In seinem ersten Jahr kam er auf neun Saisontore in 33 Einsätzen.
Am 13. Januar 2016 wechselte er auf Leihbasis innerhalb der 2. Liga zum SC Paderborn 07. Die Ausleihe lief bis zum 30. Juni 2016 und eine Kaufoption wurde nicht vereinbart. Nach dem Abstieg der Paderborner in die 3. Liga kehrte er nach Nürnberg zurück. Nachdem er sich weiterhin dort nicht durchsetzen konnte, führte ihn sein Weg über Dänemark zu drei Jahren bei vier Vereinen in Israel, nach Indien, Litauen und schließlich in Polens zweite Liga. Von hier aus wechselte er in die zweite israelische Liga, ehe er zurück in seine slowakische Heimat ging. Hier stieg 2024 er mit dem KFC Komárno in die erste slowakische Liga auf.

### Auswahleinsätze
Fünf seiner sechs A-Länderspiele für die slowakische A-Nationalelf waren Freundschaftsspiele. Sein Debüt am 3. September 2010 fand im Rahmen der 2012er-EM-Qualifikation für das Turnier in Polen und der Ukraine statt. In Bratislava gelang dem Gastgeber dabei ein 1:0-Sieg gegen Mazedonien.

## Erfolge
- 2014: Torschützenkönig der 2. Bundesliga mit 15 Treffern